# Operação Anaconda (investigação policial)
A Operação Anaconda, realizada em 2003, pela polícia federal brasileira, desarticulou um esquema de venda de sentenças descoberto no estado de São Paulo, Brasil. A quadrilha envolvia, como mentores, o ex-juiz federal João Carlos da Rocha Mattos, o então agente federal César Herman Rodriguez, o então delegado federal José Augusto Bellini e o advogado e ex-delegado federal Jorge Luiz Bezerra da Silva; e, como planejadores, executores e gerentes financeiros, Norma Regina Emílio Cunha, auditora fiscal aposentada e ex-mulher do juiz Rocha Mattos, o advogado Carlos Alberto da Costa Silva e o advogado Affonso Passarelli Filho. Foi considerada um dos maiores escândalos do Poder Judiciário do país.

## Rocha Matos
O ex-juiz Rocha Mattos foi acusado de ser o principal mentor da organização criminosa. Preso ainda em 2003, e condenado a 12 anos de prisão por formação de quadrilha, denunciação caluniosa e abuso de autoridade, ficou quase 8 anos na cadeia, passando para a prisão domiciliar em abril de 2011.  Foi condenado outra vez em abril de 2015, a 17 anos de prisão pelos crimes de lavagem de dinheiro e evasão de divisas. Entre as irregularidades apontadas na sentença está a movimentação de milhões de dólares sem origem declarada numa conta na Suíça.
Em 8 de outubro de 2015, a Procurador-Geral da República informou que repatriou US$ 19,4 milhões (R$ 77,5 milhões, segundo cálculos da Justiça) depositados por Rocha Mattos na Suíça. O valor foi depositado na Conta Única do Tesouro Nacional.